# Елай
Елай — ручей в России, протекает по территории Подпорожского городского поселения Подпорожского района Ленинградской области. Длина ручья — 12 км.
Елай берёт начало из болота без названия на высоте 93,7 м над уровнем моря и далее течёт преимущественно в восточном направлении по заболоченной местности.
Ручей имеет один малый приток длиной 0,8 км.
Впадает на высоте ниже 49 м над уровнем моря в реку Порутому, впадающую в Верхнесвирское водохранилище, через которое протекает река Свирь.
Населённые пункты на ручье отсутствуют.
Код объекта в государственном водном реестре — 01040100712202000012063.